# Léo Poll
Pour les articles homonymes, voir Poll.
Léo Poll, de son vrai nom Leib Polnareff (russe : Лейб Полнарев, Leïb Polnarev), né le 23 janvier 1899 à Odessa (Gouvernement de Kherson, Empire russe) et mort le 29 novembre 1988 à Créteil (France), est un musicien français.

## Biographie

### Origines
D'origine juive russe, Léo Poll arrive en France en 1923.

### Seconde Guerre mondiale
Pendant la Seconde Guerre mondiale, Leib est résistant dans le Lot-et-Garonne. Les Polnareff obtiennent des faux papiers grâce à Raymond Pichon, commissaire de police, et Odile Perella, employée de la mairie de Nérac.

### Carrière
Il compose notamment la musique de chansons interprétées par Édith Piaf (La Java en mineur, Un jeune homme chantait, Partance et On danse sur ma chanson sur des paroles de Raymond Asso), Georges Guétary (À force de t'aimer) ou Danielle Darrieux (Au ciel de Juillet).
Il s'occupe également de l'arrangement de nombreuses chansons. En 1931, il en co-compose deux (J'aime tant tes yeux et Te voir !) pour le film La Bande à Bouboule . En 1942, il met en musique la chanson Le Galérien écrite par Maurice Druon pour laquelle il arrange un air traditionnel russe. Le Galérien sera d'abord interprété par Yves Montand, puis par les Compagnons de la chanson en 1950, Félix Leclerc en 1953, Armand Mestral, Mouloudji en 1958 et aussi par de nombreux autres interprètes.
En tant que musicien, Léo Poll est membre d'un orchestre de jazz et pianiste pour Édith Piaf, Charles Trenet, Jean Sablon ou encore Jacques Tati. Plus tard, il devient éditeur de musique.

### Vie privée
Il est le père du scientifique bulgare Boris Polnarev (1922-2013) et du chanteur français Michel Polnareff (né en 1944).
Il est inhumé au cimetière du Père-Lachaise (59e division).

## Disque
- 78 Tours, Sweet Jennie Lee/Adeline, Pathé 96017.